# H. Heydt

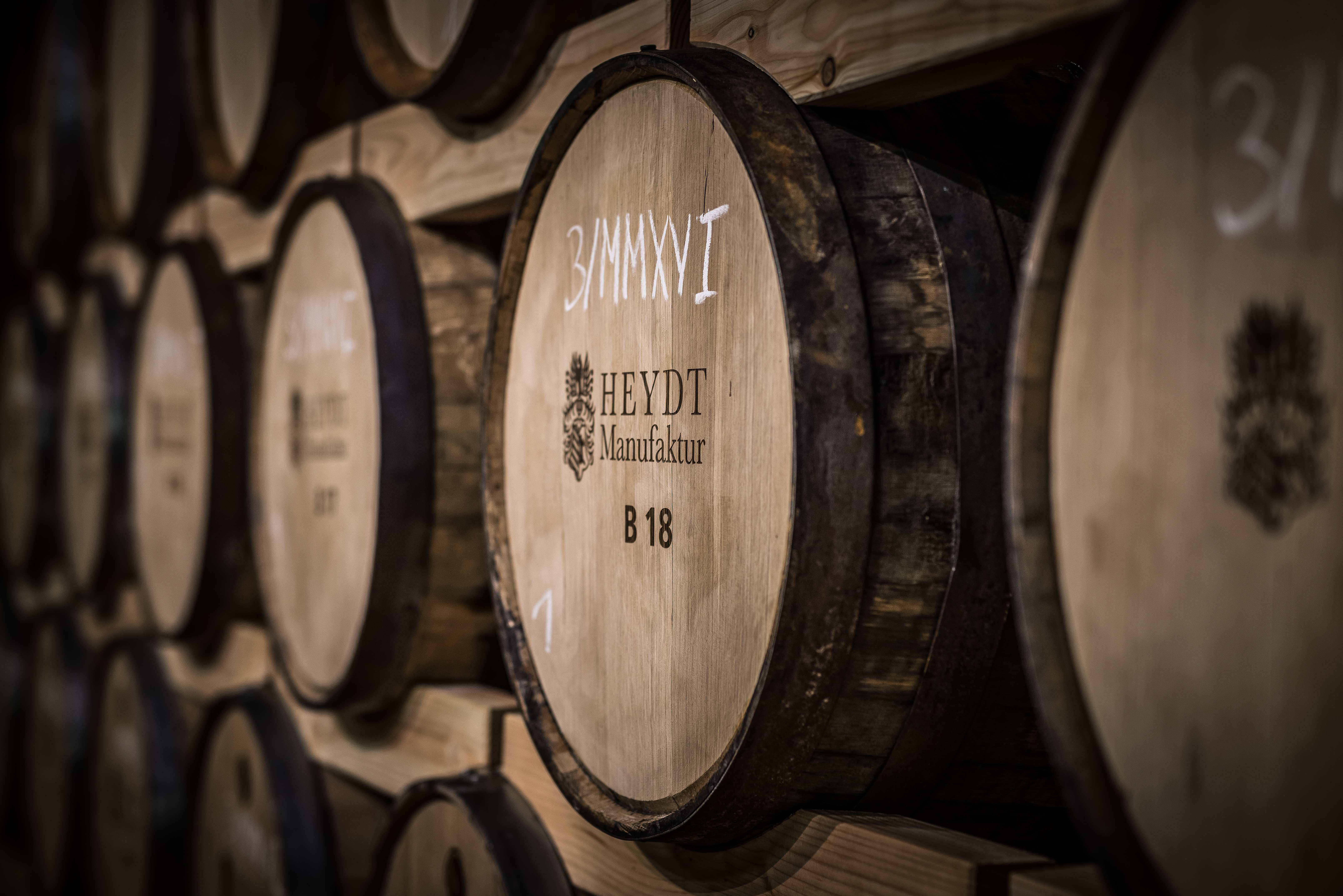

Die H. Heydt GmbH & Co. KG ist ein mittelständisches Familienunternehmen in fünfter Generation der Spirituosenbranche in Haselünne, im niedersächsischen Emsland.

## Geschichte
Das Unternehmen wurde 1860 von Heinrich Heydt (1823–1896) als Brennerei und Hefenfabrik gegründet und firmierte ab 1893 als offene Handelsgesellschaft. Nach dem Tod des Gründers im Jahr 1896 übernahmen dessen Söhne Lambert, Franz und Reinhard Heydt die Brennerei. Ihr Nachfolger Hubert Heydt sen. gliederte in den 1920ern dem Betrieb eine eigene Auslieferung mit Motorfahrzeugen an. Bereits in dieser Zeit erhielten Heydt-Produkte zahlreiche Auszeichnungen. 
Hubert Heydt jun. führte beim Aufbau nach dem Zweiten Weltkrieg die Automation ein und kaufte die Markenrechte einiger Spirituosenerzeugnisse. Die Kornbrennerei Heydt wurde bisher insgesamt 15 Mal von der Deutschen Landwirtschafts-Gesellschaft mit dem „Preis der Besten“ ausgezeichnet. 

## Produkte und Marken
Heydt stellt Korn, Liköre und Obstbrände her. Unter der Marke Heydt werden unter anderem der bekannte Kräuterlikör HKT (Herzhafte Kräutertropfen), Mischgetränke mit Früchten und Weizenkorn (Heydt Hofernte) sowie verschiedene Partygetränke auf Wodkabasis (Heydt Power) angeboten. Seit 2016 werden unter dem Label "Heydt Manufaktur" auch fassgelagerte Korn-Destillate hergestellt.
Durch Zukäufe und Übernahmen besitzt Heydt darüber hinaus die Marken Wippermann (Wacholderschnaps, seit 2000), Ammerländer (z. B. Ammerländer Löffeltrunk), Bauer Edelbrände, Alter Kurfürst und Hullmann (Korn, seit 2004). Heydt ist zudem die Muttergesellschaft des Spirituosenproduzenten H. C. König mit Schinkenhäger (früher Steinhäger).
Die Erzeugnisse werden überwiegend regional in Nord- und Ostdeutschland vermarktet. In Japan ist Heydt mit Fruchtlikören erfolgreich und exportiert außerdem nach Kanada. Genaue Absatz- und Geschäftszahlen werden vom Unternehmen nicht veröffentlicht.